# Pseudovanilla
Pseudovanilla,  es un género de orquídeas de hábitos terrestres. Se compone de ocho especies, a menudo endémica de zonas restringidas, distribuidas por Australasia y Pacífico, se encuentran en los bosques densos y húmedos, por lo general, en lugares donde hay muchas plantas y abundante material orgánico en descomposición. Esta preferencia se debe al hecho de que viven en íntima asociación con hongos micorrizas. 

## Descripción
Las plantas pertenecen a una tribu en que la ausencia de clorofila es común. A pesar de que Pseudovanilla presenta clorofila, esta presenta una baja cantidad  y posiblemente en las plantas jóvenes, que son de color anaranjado, presentan niveles casi inexistentes de esta sustancia. Las especies de este género no tienen hojas verdaderas, en algunas especies las sustituyen por grandes brácteas. Son bejucos con raíces aéreas. La inflorescencia es particular y puede contener hasta 150 flores de color verde o amarillo. Sus semillas son exactamente iguales a las de los géneros Galeola y Erythrorchis.  No se conocen usos para estas plantas. El cultivo en interiores de las plantas es muy complicado al no ser fotosintéticas. La especie tipo de este género es  Ledgeria foliata F.Muell., descrita originalmente en 1861, ahora se clasifica como Pseudovanilla foliata. Hasta 1986, cuando se realizó la propuesta de creación de este género, todas las especies se clasificaban en los géneros Galeola o Vanilla.

## Especies
1. Pseudovanilla affinis (J.J.Sm.) Garay, Bot. Mus. Leafl. 30: 235 (1986).
2. Pseudovanilla anomala (Ames & L.O.Williams) Garay, Bot. Mus. Leafl. 30: 235 (1986).
3. Pseudovanilla foliata (F.Muell.) Garay, Bot. Mus. Leafl. 30: 235 (1986).
4. Pseudovanilla gracilis (Schltr.) Garay, Bot. Mus. Leafl. 30: 235 (1986).
5. Pseudovanilla philippinensis (Ames) Garay, Bot. Mus. Leafl. 30: 235 (1986).
6. Pseudovanilla ponapensis (Kaneh. & Yamam.) Garay, Bot. Mus. Leafl. 30: 235 (1986).
7. Pseudovanilla ternatensis (J.J.Sm.) Garay, Bot. Mus. Leafl. 30: 236 (1986).
8. Pseudovanilla vanilloides (Schltr.) Garay, Bot. Mus. Leafl. 30: 236 (1986).